# Shadab Khan
Shadab Khan (Urdu شاداب خان; * 4. Oktober 1998 in Mianwali, Pakistan) ist ein pakistanischer Cricketspieler, der seit 2017 für die pakistanische Nationalmannschaft spielt.

## Kindheit und Ausbildung
Khan wuchs im Nord-Pakistanischen Mianwali auf und hatte dort zunächst wenig Kontakt mit Cricket. Dies änderte sich erst, als er mit 12 Jahren nach Rawalpindi zog und dort sein Schulteam vertrat. In seiner weiteren Entwicklung wurde er dann bei der National Cricket Academy in Lahore aufgenommen. Er war auch Teil der U19-Nationalmannschaft Pakistans und bestritt mit ihr unter anderem die ICC U19-Cricket-Weltmeisterschaft 2016.

## Aktive Karriere

### Anfänge in der Nationalmannschaft
Sein List-A-Debüt gab er im Pakistan Cup 2016 für Islamabad. Nachdem er bei der Pakistan Super League 2016/17 überzeugen konnte, wurden die Selektoren auf ihn aufmerksam. Sein Debüt in der Nationalmannschaft in allen drei Formaten gab er bei der Tour in den West Indies im März 2017. Dabei erzielte er in den Twenty20s erst 3 Wickets für 7 Runs und dann 4 Wickets für 14 Runs, wofür er jeweils als Spieler des Spiels ausgezeichnet wurde. Daraufhin etablierte er sich im Team. Für die Caribbean Premier League 2017 wurde er von den Trinbago Knight Riders verpflichtet. Im Sommer war er Teil des Teams das die ICC Champions Trophy 2017 gewann und konnte dabei im Finale gegen Indien zwei Wickets (2/60) beisteuern. Daraufhin erhielt er einen zentralen Vertrag mit dem pakistanischen Verband und wurde auch von den Brisbane Heat für die Big Bash League 2017/18 verpflichtet.
Im Oktober 2017 gelangen ihm gegen Sri Lanka im zweiten ODI neben 3 Wickets für 47 Runs mit dem Ball ein Half-Century über 52* Runs, wofür er als Spieler des Spiels ausgezeichnet wurde. In Neuseeland im Januar 2018 erreichte er zunächst 3 Wickets für 42 Runs und dann ein Fifty über 54 Runs. In der Pakistan Super League 2018 gewann er mit den Islamabad United den Titel. Im Sommer gelang ihm zunächst beim Test-Debüt Irlands neben einem Half-Century über 55 Runs am Schlag auch 3 Wickets für 31 Runs mit dem Ball. Bei der folgenden Test-Serie in England erreichte er zwei weitere Fiffties (52 und 56 Runs). Daraufhin reiste er mit dem Team nach Simbabwe und konnte dort zwei Mal vier Wickets in den ODIs erzielen. Im September hatte er mehrere Einsätze beim Asia Cup 2018, konnte dort jedoch nicht herausragen.

### Aufstieg zum Vize-Kapitän
Zu Beginn der Saison 2018/19 erreichte er dann in den Twenty20s gegen Australien 3 Wickets für 19 Runs und wurde dabei als Spieler des Spiels ausgezeichnet. Danach kam Neuseeland in die Vereinigten Arabischen Emirate für eine Tour und Khan erzielte neben drei Wicket (3/30) in den Twenty20s vier Wickets (4/38) in den ODIs. Im Januar erreichte er bei einem seiner raren Einsätze im Test-Cricket in Südafrika dann 3 Wickets für 41 Runs. Im Sommer wurde er dann für den Cricket World Cup 2019 nominiert. Seine beste Leistung bei dem Turnier waren 3 Wickets für 50 Runs gegen Südafrika. Im Sommer 2020 erreichte er in den Twenty20s in England 3 Wickets für 34 Runs. Im Winter hatte er mit mehreren Verletzungen zu kämpfen. Zunächst verpasste er eine Tour gegen Simbabwe auf Grund einer Leistenverletzung und nachdem er diese überstanden hatte, brach er die Tour in Neuseeland wegen einer Oberschenkelverletzung ab. Bei der Pakistan Super League 2021 wurde er bei den Islamabad United zum Kapitän befördert. Kurz darauf erzielte er bei den Twenty20s in England 3 Wickets für 52 Runs.
Für den ICC Men’s T20 World Cup 2021 wurde er als Vize-Kapitän ernannt. Dort erreichte er im Halbfinale gegen Australien 4 Wickets für 26, was jedoch nicht zum Sieg reichte. Nach dem Turnier erzielte er 3 Wickets für 17 Runs in der Twenty20-Serie gegen die West Indies. Im Sommer 2022 erzielte er abermals gegen die West Indies im dritten Spiel der ODI-Serie neben 4 Wickets für 62 Runs mit dem Ball ein Fifty über 86 Runs am Schlag. Dafür wurde er als Spieler des Spiels ausgezeichnet. Beim Asia Cup 2022 konnte er gegen Hongkong 4 Wickets für 8 Runs erzielen. Mit dem Team erreichte er dort das Finale und seine Leistungen waren dafür entscheidend.